# Galeodes palpalis
Galeodes palpalis är en spindeldjursart som beskrevs av Roewer 1934. Galeodes palpalis ingår i släktet Galeodes och familjen Galeodidae. Inga underarter finns listade i Catalogue of Life.